# Adolf (I, hrabia w okręgu Keldach)
Adolf (zm. ok. 1041) – hrabia w okręgu Keldach. Był synem palatyna lotaryńskiego Hermana i bratem jego następcy Ezzona. Miał synów Hermana, Adolfa i Erenfrieda.